# Coleosoma normale
Coleosoma normale es una especie de araña del género Coleosoma, familia Theridiidae, orden Araneae. La especie fue descrita científicamente por Bryant en 1944.
La especie se mantiene activa durante el mes de junio.

## Descripción
Mide 1,5 milímetros de longitud.

## Distribución
Se distribuye desde Estados Unidos hasta Brasil.